# Hercynella
Hercynella är ett släkte av fjärilar. Hercynella ingår i familjen Crambidae.
Kladogram enligt Catalogue of Life:
| Hercynella | \| \| Hercynella margelana \| \| \| \| \| \| Hercynella staudingeri \| \| \| \| |
|            | \| \| Hercynella margelana \| \| \| \| \| \| Hercynella staudingeri \| \| \| \| |
|            | Hercynella margelana                                                            |
|            |                                                                                 |
|            | Hercynella staudingeri                                                          |
|            |                                                                                 |